# 内藤信敦
内藤 信敦（ないとう のぶあつ）は、江戸時代後期の大名で、越後村上藩の第6代藩主。江戸幕府では奏者番、寺社奉行、若年寄、京都所司代などの要職を歴任した。

## 経歴
1777年（安永6年） 10月1日、江戸村上藩屋敷で生まれる。側室は清島氏。1781年（天明元年） : 家督相続。1800年（寛政12年） : 奏者番。1813年（文化10年）寺社奉行（6月24日）
1817年（文化14年） : 若年寄（7月24日）、1823年（文政5年） : 京都所司代（9月3日）、 1825年（文政8年）、在職中に京都で死去（4月6日）、享年49。
死後の大正14年11月10日、贈従四位。
その御霊は村上市に鎮座する藤基神社で祀られている。

## 系譜
父母
- 内藤信凭（父）
- 松平忠恒の娘（母）

正室、継室
- 柳沢保光の娘（正室）
- 松平寿子 ー 松平定信の娘、牧野忠精の養女（継室）

子女
- 内藤信方（長男）生母は正室
- 内藤信親（三男）生母は寿子（継室）